# 3. maj
3. maj  naziv je brodogradilišta iz Rijeke. Osnovano je pod imenom Kvarnersko brodogradilište 1892. godine.

## Povijest
Priča o ovom brodogradilištu započinje 1892., kada je njemačka brodogradilišna tvrtka Howaldts Werke iz Kiela izgradila manje brodogradilište, na priobalnom dijelu zvanom Brgudi, nedaleko od grada Rijeke, gdje je već otprije djelovao mali pogon za popravak drvenih brodova.
Krajem 1902. Howaldts Werke napušta taj pogon, koji je u iduće tri godine neiskorišten. 1905. gradske vlasti objavljuju natječaj koji privlači pozornost budimpeštanskih industrijskih poduzetnika Danubius, Schönichen i Hartman.
Na tom natječaju Danubius, Schönichen i Hartman pobijeđuju, te sklapaju partnerstvo s ciljem obnove, proširenja i tehničkog osuvremenjivanja dobivenog brodogradilišta. Nakon toga, 1906. godine brodogradilište je osvanulo pod imenom ˝DANUBIUS˝, te su planirani radovi odmah bili započeti.

### Povijest nakon 1. svjetskog rata
Nakon nekog vremena, dolazi 1. svjetski rat koji, nažalost, donosi nepovoljne političke i gospodarske promjene. Godine 1918. slijedom sporazuma Sila pobjednica Rijeka ima zaštićeni status, a Rapalskim ugovorom 1920. grad Rijeka je dobio status Slobodne države Rijeka Stato libero Fiume, da bi 1924. bio pripojen Italiji, a brodogradilište je preimenovano u "Cantieri navali del Quarnero˝.
Iako mu namjena i dalje ostaje gradnja vojnih plovila, brodogradilište je bilo zapostavljeno u okvirima razvojnih planova talijanske države, te zbog nametnute oštre konkurencije favoriziranih talijanskih brodogradilišta, čime ovo riječko brodogradilište zapada u novčane teškoće i stagnaciju. Unatoč tome, proizvodno tehnički standardi ostali su ipak uglavnom održani, pa su poneka od bojnih plovila iz toga razdoblja još uvijek ostala svjetski zapažena.

### Povijest nakon 2. svjetskog rata
Godine 1943. dolazi do kapitulacije Italije, i tada je Rijeku okupirala njemačka vojska, a brodogradilište pada pod vojnu upravu. Tada je proizvodnja gotovo zamrla, a o razvoju se ne govori.
Njemačka se vojska 1945. povlači. Neposredno prije odlaska, eksplozivom su uništeni svi vitalni objekti, strojevi i uređaji brodogradilišta. Nekad uzorno brodogradilište, nakon toga pruža tužan prizor uništenja.
Dana 3. svibnja Rijeka je oslobođena. Nakon oslobođenja, brodogradilištu je bila potrebna naporna i temeljita obnova. Radilo se danonoćno.
Brodogradilište je 1948. uz daljnju obnovu, konačno osposobljeno za izgradnju manjih plovnih objekata uz nastavak obnove.
U spomen na oslobođenje Rijeke, 3. svibnja 1948., tri godine poslije nakon oslobođenja, ime ovog brodogradilišta iz ˝Kvarnersko brodogradilište˝ se mijenja u današnji Brodogradilište 3. maj˝.
Proizvodna orijentacija, tada se okreće gradnji trgovačkih brodova. Početkom 50-ih godina izlaze prvi prekooceanski brodovi, izgrađeni za potrebe domaćih brodara. Usvajanjem novih tehnologija proizvodnja se povećava, a kakvoća izrade je sve bolja.
Godine 1956. Brodogradilište 3. maj zaključuje svoj prvi izvozni ugovor, a 1961. započinje proizvodnja brodskih pogonskih dizel motora pod licencnim sporazumom s renomiranim švicarskim proizvođačem GEBR. SULZER, Wintherthur. Od tada brodogradilište u svoje brodove ugrađuje pogonske strojeve vlastite proizvodnje u Tvornici dizel motora - TDM.
U toku 60-ih i 70-ih godina 3. maj obogaćuje svoju ponudu novim tipovima brodova odgovarajući na nove zahtjeve tržišta. To ne ostaje bez odjeka pa inozemnih narudžbi pristiže sve veći broj. Unatoč svjetskoj ekonomskoj krizi 8o-ih godina, 3. maj uspješno posluje s isporukom 7 do 11 brodova godišnje i zapošljavanjem 7.500 radnika, da bi 90-ih godina, unatoč buđenju tržišta brodova, nestručnim i nesavjesnim poslovanjem novog rukovodstva te nepostojećom državnom strategijom 3. maj počeo naglo propadati da bi 2019 godine bio doveden do stečaja sa 750 radnika   

## Vanjske poveznice

### Sestrinski projekti
|  | Zajednički poslužitelj ima još gradiva o temi 3. maj |

### Mrežna mjesta
- Službena stranica Brodogradilišta 3. maj
- 3. maj brodogradilište d. d. Hrvatska tehnička enciklopedija, portal hrvatske tehničke baštine. LZMK